# Suishō no Dragon
Suichō no Dragon (水晶の龍?, Suishō no ryū, Drago di cristallo) è un videogioco d'avventura del 1986 pubblicato da Square per Famicom Disk System. È considerato una delle prime avventure grafiche in cui vengono utilizzate sequenze anime, realizzate da Sunrise.